# Eisbären Regensburg
Le Eisbären Regensburg est un club professionnel allemand de hockey sur glace basé à Ratisbonne. Il a évolué à différents échelons du championnat allemand depuis sa création, et joue en Oberliga depuis 2010 .

## Historique
Le club est créé en 1962. En 2002, il est promu en 2. Bundesliga, sa division actuelle.

### Palmarès
- Vainqueur de l'Oberliga: 1993, 1998, 2001.